# NGC 4708
NGC 4708 is een spiraalvormig sterrenstelsel in het sterrenbeeld Maagd. Het hemelobject werd op 11 maart 1788 ontdekt door de Duits-Britse astronoom William Herschel.

## Synoniemen
- MCG -2-33-16
- IRAS 12470-1049
- PGC 43382